# Institut régional d'administration
Pour les articles homonymes, voir IRA.
Les Instituts régionaux d'administration (IRA) sont des établissements publics à caractère administratif français placés sous la tutelle du Premier ministre et rattachés à la direction générale de l'administration et de la fonction publique.
Créés en 1970 pour celui de Lille et celui de Lyon, les autres ayant été créés entre 1974 et 1979, les cinq IRA (situés à Bastia, Lille, Lyon, Metz et Nantes) sont chargés de cinq missions principales : la formation initiale des attachés d'administration de l'État, la formation continue des fonctionnaires français ou étrangers, la participation à l'organisation des concours d'accès aux IRA, la tenue d'une classe préparatoire "Talents", ainsi que de la coopération internationale en matière d'administration publique. En 2025, un site de formation est créé à Nanterre et dispose de son propre concours d'entrée. Il ne s'agit cependant pas d'un sixième IRA, ce campus étant dépendant de l'IRA de Lille.
Les cadres administratifs de catégorie A de la fonction publique d'État sont majoritairement recrutés par la voie des IRA, les concours spécifiques aux différentes administrations devenant de plus en plus rares.
Les IRA assurent ainsi la formation initiale :
- des attachés d'administration de l'État (corps interministériel)
- des secrétaires des affaires étrangères (corps spécifique au ministère des Affaires étrangères)

## Création des IRA
C'est la loi n° 66-892 du 3 décembre 1966 d'orientation et de programme sur la formation professionnelle qui prévoit un inventaire des actions de formation professionnelle et de promotion sociale dans la fonction publique et la création des instituts régionaux d'administration qui pourront prêter leur concours pour la formation des agents des collectivités locales.
Le décret n° 70-401 du 13 mai 1970 définit leurs missions (abrogé par le décret n° 2007-1247 du 20 août 2007).
C'est dans un livre publié en 1967 « L'énarchie ou les mandarins de la société bourgeoise » de Jacques Mandrin (nom de plume de Jean-Pierre Chevènement, Didier Motchane et Alain Gomez) qu'apparaît l'idée des « Écoles régionales d'administration » destinées à pourvoir les postes d'attachés. Cette création est vue comme étant dans la logique de celle de l'ENA en 1945, avec un regroupement de différents corps dans un même creuset de formation et un même concours commun.
À ses débuts, l'IRA était d'ailleurs surnommée « la petite sœur régionale de l'ENA ».
Les deux premiers instituts régionaux d'administration (IRA) sont créés en 1970 ; il s'agit de celui de Lille et de Lyon 
Les autres instituts ont eux été créés entre 1974 et 1979. Un des objectifs initiaux de ces instituts était de rajeunir le recrutement des fonctionnaires, en permettant aux candidats de passer le concours dès la détention d'un niveau Bac+2 (D.E.U.G. soit le diplôme d'études universitaires générales) et de continuer leur formation qui durait alors deux ans à l'institut (alternant stages en administrations et formation de type universitaire ) d'où ils sortaient avec le diplôme d'administration publique, défini par équivalence comme une maîtrise, option droit public.

## Les concours d'accès

### Les trois concours

#### Le concours externe
Le recrutement externe se fait au niveau licence ou d'une qualification équivalente ; aucune limite d'âge n'est imposée. On constate toutefois que la majorité des admis au concours externe disposent d'un diplôme de niveau supérieur à la licence. Ce concours comprenait jusqu'en 2008 un concours d'analyste en informatique, dont la promotion était rassemblée à l'IRA de Lille.
Le concours d'admissibilité se compose de deux épreuves. La première est un cas pratique d'une durée de 4 heures et doté d'un coefficient 5. À partir d'un dossier documentaire d'un minimum de 30 pages, le candidat doit produire une note argumentée présentant la démarche suivie pour traiter la problématique et formuler des propositions de solution pratique épaulées par des documents opérationnels. La seconde épreuve consiste en un QCM portant sur la culture juridique et administrative, les finances publiques, les institutions européennes et la culture numérique. Cette épreuve est dotée d'un coefficient 2 et dure 1 heure et demie.
L'épreuve d'admission est constituée d'un oral unique avec le jury, il dure 30 minutes et est doté d'un coefficient 7. L'entretien avec le jury a pour objet d’apprécier les aptitudes et la motivation des candidats à exercer les fonctions auxquelles prépare la formation en IRA.

#### Le concours interne
Le recrutement interne se fait parmi les agents titulaires ou non titulaires des catégories A, B et C de la fonction publique et justifiant de quatre années de services effectifs ; ils doivent se trouver en position d'activité, de détachement ou de congé parental à la date de clôture des inscriptions. Enfin, aucune limite d'âge n'est imposée.

#### Le troisième concours
Un troisième concours est organisé pour ceux qui ont au moins cinq ans d'expérience dans le secteur privé, le milieu associatif ou qui ont exercé des mandats électifs.

### Sélectivité du concours
Quelque 7 000 candidats se présentent chaque année aux concours des IRA. Le taux de sélectivité aux trois concours d'entrée des IRA est de 1 pour 10 environ. En 2004, 7 109 personnes se sont inscrites au concours externe. Parmi elles, 3 434 se sont présentées à toutes les épreuves écrites et 952 ont été admissibles. 345 ont finalement été admises, le dernier admis étant classé 509e. [réf. souhaitée]

### Origine des candidats admis
51 % des candidats admis au concours en 2003 avaient suivi une formation universitaire en droit, 12 % en sciences humaines et sociales. La même année, 19 % des admis provenaient d'un Institut d'études politiques. Quelques établissements privés offrent également des préparations payantes aux concours d'accès aux IRA.
Des formations de préparation aux concours d'entrée sont également mises en place pour des fonctionnaires en activités (concours interne) ou pour des personnes issues du secteur privé (troisième concours) par l'Institut de la gestion publique et du développement économique (IGPDE). L'IGPDE prépare aussi bien le concours des IRA que celui de l'ENA, sur place ou par correspondance.

## La formation
De 1970 à 1984, elle était d'une durée de deux ans, avec des stages divers à effectuer en services centraux ou en services déconcentrés, selon l'option prise au concours qui conditionnait alors le corps choisi et une formation de type universitaire au sein de chaque IRA Au cours de cette période, les reçus à l'IRA n'avaient pas de concours de sortie, classant, et conditionnant l'intégration dans un corps, comme c'est devenu la règle depuis la réforme de 1984.
La formation est d'une année à compter de la réforme de 1984. Ce changement en durée est la résultante de l'élévation du niveau de recrutement externe (licence exigée ou titre équivalent) et de remarques faites par les anciens élèves de l'ENA qui considéraient que la durée de la formation au sein des IRA (2 ans) était quasiment de la même durée que la leur, ce qui leur paraissait anormal.
Depuis la réforme de 2019, la formation dure un an découpé en deux périodes probatoires : 
- une première période probatoire de 6 mois en institut. À la fin de cette période, le classement permet de pré-affecter les agents auprès des employeurs publics ;
N.B. : un élève non classé, c'est-à-dire un élève pour lequel le jury a estimé que ses compétences ne lui permettaient pas d'être placé en pré-affectation, peut se voir proposer une nouvelle première période probatoire en institut de 6 mois. Cette possibilité n'est ouverte qu'une fois.
- une seconde période probatoire de 6 mois sur le poste de pré-affectation dont 2 mois avec le statut d'élève-attaché (sous la responsabilité de l'IRA) puis 4 mois avec le statut d'attaché stagiaire.
La titularisation du stagiaire, la prolongation de son stage ou le refus de sa titularisation sont des décisions qui appartiennent à l'employeur public.
Les élèves-attachés, fonctionnaires stagiaires, sont rémunérés (environ 1 300 €/mois en net pour un stagiaire externe). Une obligation de services de trois ans au moins leur est imposée à compter de la date de leur titularisation, dans l'une des trois fonctions publiques ou au sein des services de la Communauté européenne ou dans l'administration d'un État membre de la Communauté européenne ou d'un autre État partie à l'accord sur l'Espace économique européen.
En 2024, une nouvelle réforme vient modifier le concours d'accès et la formation dispensées par les IRA, ceci dès 2025.
Ainsi, il n'y aura plus qu'un seul concours d'accès par an contre 2 depuis 2019. Les promotions seront donc plus importantes.
La formation atteindra dorénavant les 14 mois répartis une nouvelle fois en deux périodes probatoires :
- une première période probatoire de 8 mois de formation au sein de l'institut régional comprenant 6 semaines de stage au sein d'une administration ;
- une seconde période probatoire inchangé de 6 mois sur le poste de pré-affectation dont 2 mois avec le statut d'élève-attaché (sous la responsabilité de l'IRA) puis 4 mois avec le statut d'attaché stagiaire. La différence majeure entre ces deux statuts étant le montant de rémunération, le traitement de l 'élève attaché étant dispensé par l'IRA et celui de l'attaché stagiaire par son administration. 

### Composition des promotions
Par promotion, on entend l'ensemble des stagiaires qui passent une année de formation ensemble. Depuis quelques années (Bastia : 1988, Lille : 2000, Lyon : 2004, Metz : 1997 et Nantes : 1998), chaque promotion porte le nom d'un personnage célèbre (par exemple Victor Hugo ou Václav Havel), d'un concept (par exemple Fraternité) ou d'un évènement historique (par exemple Édit de Nantes).
Malgré des disparités, les promotions sont constituées sur une même base ; la moitié des stagiaires est issue du concours externe. La moitié restante est constituée de personnes issues du concours interne ou du troisième concours.

### Enseignements
L'organisation de l'année d'IRA est laissée à la libre appréciation de chaque direction, dans les limites fixées par l'autorité de tutelle (qui est exercée par le Ministère chargé de la Fonction Publique).
Parallèlement à ce cursus dit « généraliste », l'IRA de Lille proposait une formation destinée aux attachés « chargés du traitement de l'information » (C.T.I.). Cette formation, accessible via un concours spécifique, s'étalait sur 18 mois et mettait l'accent sur les compétences et les métiers de l'informatique, notamment la gestion de projets. Ce concours n'est plus organisé depuis 2009.

## Postes offerts à l'issue de la scolarité
À l'issue de leur scolarité, les élèves se voient proposer un poste en administration centrale, en services déconcentrés ou dans l'administration scolaire et universitaire. Ils choisissent leur emploi et leur ministère d'affectation en fonction du classement de sortie.
Ils exercent leurs fonctions dans « les services de l'État, de ses établissements publics ou d'autorités administratives dotées de la personnalité morale » au sein des corps suivants :
- attaché d'administration de l'État (corps interministériel) ;
- secrétaire des affaires étrangères (corps spécifique au Ministère des Affaires Etrangères) .

Depuis 2020, deux formations sont organisées chaque l'année, la première en mars et la seconde en septembre.
Nombre de postes offerts et répartition par corps et institut :
| Promotion | IRA    | Attaché d'administration de l'État | Attachés d'administration de l'aviation civile et de Météo-France | Secrétaire des affaires étrangères | Total |
| 2015-2016 |        |                                    |                                                                   |                                    |       |
| --------- | ------ | ---------------------------------- | ----------------------------------------------------------------- | ---------------------------------- | ----- |
| 2015-2016 | Bastia | 127                                | 1                                                                 | 1                                  | 129   |
| 2015-2016 | Lille  | 129                                |                                                                   |                                    | 129   |
| 2015-2016 | Lyon   | 128                                |                                                                   |                                    | 128   |
| 2015-2016 | Metz   | 128                                |                                                                   | 1                                  | 129   |
| 2015-2016 | Nantes | 127                                | 1                                                                 | 1                                  | 129   |
| 2015-2016 | Total  | 639                                | 2                                                                 | 3                                  | 644   |
| 2016-2017 |        |                                    |                                                                   |                                    |       |
| Bastia    | 126    | 1                                  | 1                                                                 | 128                                |       |
| Lille     | 128    |                                    | 1                                                                 | 129                                |       |
| Lyon      | 127    | 1                                  | 1                                                                 | 129                                |       |
| Metz      | 127    | 1                                  | 1                                                                 | 129                                |       |
| Nantes    | 127    |                                    | 1                                                                 | 128                                |       |
| Total     | 635    | 3                                  | 5                                                                 | 643                                |       |
| 2017-2018 |        |                                    |                                                                   |                                    |       |
| Bastia    | 144    | 1                                  | 1                                                                 | 146                                |       |
| Lille     | 145    |                                    | 1                                                                 | 146                                |       |
| Lyon      | 144    | 1                                  | 1                                                                 | 146                                |       |
| Metz      | 144    | 1                                  | 1                                                                 | 146                                |       |
| Nantes    | 143    | 1                                  | 2                                                                 | 146                                |       |
| Total     | 720    | 4                                  | 6                                                                 | 730                                |       |
| 2018-2019 |        |                                    |                                                                   |                                    |       |
| Bastia    | 144    | 1                                  | 1                                                                 | 146                                |       |
| Lille     | 145    |                                    | 1                                                                 | 146                                |       |
| Lyon      | 144    | 1                                  | 1                                                                 | 146                                |       |
| Metz      | 144    | 1                                  | 1                                                                 | 146                                |       |
| Nantes    | 143    | 1                                  | 1                                                                 | 146                                |       |
| Total     | 720    | 4                                  | 5                                                                 | 730                                |       |
| 2019-2020 |        |                                    |                                                                   |                                    |       |
| Bastia    | 82     |                                    |                                                                   | 82                                 |       |
| Lille     | 81     | 1                                  |                                                                   | 82                                 |       |
| Lyon      | 82     |                                    |                                                                   | 82                                 |       |
| Metz      | 82     |                                    |                                                                   | 82                                 |       |
| Nantes    | 82     |                                    |                                                                   | 82                                 |       |
| Total     | 409    | 1                                  |                                                                   | 410                                |       |
| 2020-1    |        |                                    |                                                                   |                                    |       |
| Bastia    | 82     |                                    |                                                                   | 82                                 |       |
| Lille     | 82     |                                    |                                                                   | 82                                 |       |
| Lyon      | 82     |                                    |                                                                   | 82                                 |       |
| Metz      | 82     |                                    |                                                                   | 82                                 |       |
| Nantes    | 81     | 1                                  |                                                                   | 82                                 |       |
| Total     | 409    | 1                                  |                                                                   | 410                                |       |
| 2020-2    |        |                                    |                                                                   |                                    |       |
| Bastia    | 80     |                                    |                                                                   | 80                                 |       |
| Lille     | 80     | 1                                  |                                                                   | 81                                 |       |
| Lyon      | 80     |                                    |                                                                   | 80                                 |       |
| Metz      | 79     | 1                                  |                                                                   | 80                                 |       |
| Nantes    | 80     |                                    |                                                                   | 80                                 |       |
| Total     | 399    | 2                                  |                                                                   | 401                                |       |
| 2021-1    |        |                                    |                                                                   |                                    |       |
| Bastia    | 79     | 1                                  |                                                                   | 80                                 |       |
| Lille     | 81     |                                    |                                                                   | 81                                 |       |
| Lyon      | 79     | 1                                  |                                                                   | 80                                 |       |
| Metz      | 80     |                                    |                                                                   | 80                                 |       |
| Nantes    | 81     |                                    |                                                                   | 81                                 |       |
| Total     | 400    | 2                                  |                                                                   | 402                                |       |
| 2021-2    |        |                                    |                                                                   |                                    |       |
| Bastia    | 75     | 1                                  |                                                                   | 76                                 |       |
| Lille     | 76     |                                    |                                                                   | 76                                 |       |
| Lyon      | 76     | 1                                  |                                                                   | 77                                 |       |
| Metz      | 77     |                                    |                                                                   | 77                                 |       |
| Nantes    | 76     | 1                                  |                                                                   | 77                                 |       |
| Total     | 380    | 3                                  |                                                                   | 383                                |       |

## Rémunérations
Lors de leur première affectation en administration, les fonctionnaires stagiaires accèdent au statut d'agent titulaire de la fonction publique de l'Etat.
Les élèves issus du concours externe gagnent lors de leur première période probatoire, pour ce qui est
- du traitement à l'échelon 1 (Indice majoré 395), et avec une indemnité de résidence en zone 3%, 1 800 € net par mois (au 1er janvier 2024);
- de l'indemnitaire (primes), variable selon le groupe de fonction de l'emploi occupé, et de l'administration.

## Le budget des IRA
Le budget des IRA est alimenté par des crédits votés sur le programme 148 du budget de l’État adopté chaque année en loi de finances initiales par l'Assemblée nationale et le Sénat.
Depuis le rattachement de la direction générale de l'administration et de la fonction publique au ministère du budget, des comptes publics et de la fonction publique le programme 148 « Fonction publique » est rattaché à la mission « gestion des finances publiques et des ressources humaines ».
Les crédits des IRA côtoient, au sein du programme « Fonction publique » dont le montant est limitatif, les crédits consacrés au financement de l'École Nationale d'Administration, de la formation interministérielle et de l'action sociale interministérielle (plus de 80 % du total).
Dans le projet de loi de finances 2008, le budget indicatif des cinq IRA s'élevait à de 41 280 000 euros, les cinq Instituts régionaux d'administration formant environ 620 à 720 élèves fonctionnaires par an.